# 河南駅
河南駅（かわみなみえき）は、石川県加賀市河南町に存在した北陸鉄道加南線の駅 である。1971年（昭和46年）、同線の廃線に伴い廃駅となった。

## 概要
加南線を構成する山中線から山代線が分岐する駅であった。

## 歴史
- 1899年（明治32年）10月8日：山中馬車鉄道山中村（山中） - 当駅間開業とともに同社の駅として開業。
- 1900年（明治33年）5月16日：山中馬車鉄道当駅 - 三木村（大聖寺）間開業。中間駅となる。
- 1912年（明治45年）：山中電軌への改称により同社の駅となる。
- 1913年（大正2年）11月16日：山中電軌の温泉電軌への譲渡により同社の駅となる。
- 1914年（大正3年）10月1日：連絡線当駅 - 山代東口間開業。分岐駅となる。
- 1943年（昭和18年）10月13日：北陸鉄道への合併により同社の駅となる。
- 1963年（昭和38年）7月19日：連絡線が山代線へ改称。
- 1971年（昭和46年）7月11日：加南線全線廃止により廃駅。

## 駅構造
島式ホーム2面3線を有し、ホーム上に木造駅舎が設けられていた。線路は左右を山中線、中央を山代線が使用し、山中線の上下列車から山代線の列車に同じホームで乗り換えが可能であった。駅の大聖寺・山代側で山中線の上り線（山中行き）と山代線が平面交差していたが、これは後年に改良されたもので、当初は中央の線に山代線が合流した後、山中線上り線が分岐する配線となっていた。ダイヤは山中線上下列車の離合と山代線の同時発車となるものが多く、当駅で３本の列車が並んだシーンは訪問したファンにより多く撮影されている。

## 廃止後
加南線廃止後は線路跡が生活道路となっており、分岐部もほぼそのままの形で面影を残している。

## 隣の駅
北陸鉄道
山中線
二天駅 - 河南駅 - 黒瀬駅
山代線
河南駅 - 山代駅